# Правительственный вокзал
Правительственный вокзал — огороженная и закрытая от посторонних железнодорожная станция (вокзал) в Москве, неподалёку от станции метро Проспект Мира, использовавшаяся для приёма, отправки и обслуживания правительственных поездов высшего руководства Союза ССР, КНДР, России и других. Официальное название — Вагонный участок центрального направления. Известен также под названиями: Спецвокзал, ВЧ-4, Брежневский вокзал, вокзал Ким Чен Ира.

## История
Вокзал сооружён в 1974 году. 
Специальным правительственным вокзалом на Каланчёвке неоднократно пользовался советский руководитель Л. И. Брежнев. Спецвагоны для литерного поезда были построены на Ленинградском вагоностроительном заводе им. И. Е. Егорова, а техническое обслуживание и ремонт регулярно проходили на Московском вагоноремонтном заводе им. В. Е. Войтовича.
В 2021 году отреставрирован компанией «РемСтройСервис».

## Характеристики
Входит в структуру московского филиала АО «Федеральная пассажирская компания». Расположен в парке «Б» железнодорожной станции Москва-Каланчёвская Московской железной дороги.
Имеет возможность принимать и отправлять специальные поезда как со стороны Курского вокзала, то есть Курского, Павелецкого и Горьковского направлений, так и со стороны Рижского, Белорусского и Ленинградского. За пределами Москвы по веткам Икша — Кубинка и Яхрома — Александров возможен переезд на Савёловское и Ярославское направления.
В приписке вагонного участка имеются специальные вагоны, вагоны-салоны, вагоны для перевозки золота, вагон-церковь, а также раритетные старинные вагоны отечественного и иностранного производства.
На территории имеется здание с залом ожидания и буфетом с качественной отделкой и мебелью, перрон (низкая платформа у пути № 18), два пути (посадочно-отстойный и отстойный), ВЧД с цехом на два пути.